# Chemische Werke Essener Steinkohle
Die Chemische Werke Essener Steinkohle AG war ein 1937 gegründetes Chemiewerk in Bergkamen; der Verwaltungssitz befand sich in Essen. Das Unternehmen stellte synthetische Treibstoffe, Synthesegas und andere carbochemische Produkte im Fischer-Tropsch-Verfahren her. 1952 erfolgte eine Umfirmierung in Chemische Werke Bergkamen AG und 1960 eine Fusion mit der Schering AG, die das Werk als Schering AG, Zweigniederlassung Bergkamen weiterführte. Die Fischer-Tropsch-Anlagen wurden 1962 stillgelegt.

## Gründung
Ende 1935 begannen die Planungen für den Bau eines Treibstoffwerks nördlich der Zeche Grimberg in Bergkamen. Initiator war der Unternehmer Friedrich Flick, der hierfür Anfang 1936 die Aktienmehrheit der Essener Steinkohlenbergwerke AG erwarb. Als Folge der Übernahme stieg die Steinkohlenförderung der Flick-Gruppe auf mehr als 60 %. Flick nutzte die Essener Steinkohlenbergwerke als Sprungbrett für den Einstieg in die Carbochemie und die vom NS-Regime mit hoher Priorität betriebene Herstellung synthetischen Benzins. Gemeinsam mit der Harpener Bergbau AG, die sich ebenfalls im Mehrheitsbesitz von Friedrich Flick befand, gründete die Essener Steinkohlenbergwerke AG am 2. Januar 1937 die Chemische Werke Essener Steinkohle AG in Bergkamen. Im gleichen Jahr begann der Bau eines Fischer-Tropsch-Synthesewerks, das im April 1939 die Produktion synthetischer Erzeugnisse aufnahm. Neben der Gelsenberg-Benzin AG und der Ruhrbenzin AG, an der die Harpener Bergbau AG und die Essener Steinkohlenbergwerke AG ebenfalls beteiligt waren, entwickelten sich die Chemischen Werke Essener Steinkohle zu einem der größten Hydrierwerke im Ruhrgebiet.
Aufsichtsratsvorsitzender der Gesellschaft war bis 1942 Ernst Tengelmann, anschließend übernahm sein Bruder Walter Tengelmann diese Funktion. Der Verwaltungssitz befand sich in Essen.

## Produktion
Die Angaben über die Produktionskapazitäten der Chemischen Werke Essener Steinkohle AG schwanken wie bei allen damaligen Synthese- und Hydrierwerken erheblich; in der Fachliteratur beginnt die Spanne synthetischer Erzeugnisse der Gesellschaft bei jährlich 51.000 Tonnen und reicht über 75.000 und 80.000 bis hin zu 85.000 Tonnen. US-amerikanischen Ermittlungen unmittelbar nach Ende des Zweiten Weltkriegs zufolge, stellte das Werk jährlich 80.000 Tonnen synthetische Endprodukte her, davon:
- 47,9 % Benzin
- 17,3 % Diesel
- 14,7 % Treibgas
- 10,7 % Schweröl
- 7,7 % Paraffingatsch
- 1,7 % Wachse.[7]

Die Gewinne waren immens: Nach Angaben des Unternehmens konnten innerhalb eines Monats bei nur halber Produktionskapazität aus 17.000 Tonnen Koks im Wert von 237.916 RM 4093 Tonnen synthetische Produkte mit einem Erlös von 3.962.638 RM erzielt werden.
Während der Luftangriffe auf das Ruhrgebiet hatte das Werk starke Schäden zu verzeichnen; vollständig zerstört wurde es jedoch nicht, unter hohem Arbeitseinsatz gelang es der Belegschaft bis zum Ende des Zweiten Weltkriegs immer wieder, die Anlagen zu reparieren und mit eingeschränkter Kapazität wieder anzufahren.

## Nachkriegszeit
Nach dem Zweiten Weltkrieg bestimmte die britische Besatzungsmacht für die gesamte Nordwestzone zunächst ein Verbot zum Wiederaufbau von Hydrierwerken. Im Frühjahr 1947 erteilte der britische Militärgouverneur den Essener Steinkohlenbergwerken erstaunlicherweise die Genehmigung zur Wiederinbetriebnahme der stillgelegten Anlagen, obwohl die Fischer-Tropsch-Synthese von den westlichen Besatzungsmächten weiterhin zu den „verbotenen Industrien“ gezählt wurde. Mit einem mehrstelligen Millionen-Kredit, den der britische Militärgouverneur persönlich genehmigt hatte, konnten bis Anfang 1949 rund 90 % der Anlagen wiederaufgebaut werden, bis der Demontagebefehl der AHK kam.
Durch die Bestimmungen des Washingtoner Abkommens vom 6./8. April 1949 wurden in Westdeutschland die direkte oder indirekte Hydrierung von Benzin, Öl und Schmieröl aus Steinkohlen oder Braunkohlen durch das Bergius-Pier-Verfahren, die Fischer-Tropsch-Synthese oder analoge Verfahren verboten. Das Zerlegen der bereits wieder produzierenden und teilweise nagelneuen Werksanlagen mit Schneidbrennern und anderen Trennwerkzeugen begann Anfang Juni 1949 und stieß auf massive Proteste. Panzer der alliierten Besatzungsmächte fuhren vor, das Gelände wurde hermetisch abgeriegelt und von 300 britischen Soldaten mit scharfen Waffen bewacht, die Militärregierung kündigte an, jeden Widerstand mit Todesstrafe zu ahnden, der Betriebsdirektor und 15 Arbeiter, die sich der Demontage widersetzten, wurden verhaftet und unter Anklage gestellt.
Die Vorgehensweise der britischen Besatzungsmacht stieß vielerorts, insbesondere auch in den USA, auf Missverständnis und Einwände. Mit dem Petersberger Abkommen erreichte Konrad Adenauer einen Demontagestopp; neben den Fischer-Tropsch-Anlagen der Krupp Treibstoffwerke in Wanne-Eickel wurden die Abbrucharbeiten der Anlagen in Bergkamen unterbrochen und das Produktionsverbot schließlich 1951 aufgehoben. Die Lockerung der westalliierten Produktionsverbote umfasste jedoch nicht die Wiederaufnahme der synthetischen Treibstofferzeugung. Das Werk produzierte stattdessen fortan synthetische Waschmittel, Paraffine, Propylalkohol, Stadt- und Ferngas.
Auf Befehl der Alliierten begann ab 1952 die Entflechtung des Flick-Konzern. Gleich zu Beginn der Aufsplitterung wurde die Chemische Werke Essener Steinkohle AG in Chemische Werke Bergkamen AG umbenannt und als 100%iges Tochterunternehmen in die Harpener Bergbau AG eingegliedert. 1959 erwarb die Schering AG sämtliche Aktien der Chemische Werke Bergkamen AG. Im selben Jahr stellte Krupp in Wanne-Eickel die Syntheseproduktion ein, so dass die Chemische Werke Bergkamen AG den Status der einzig verbliebenen Betreiberin einer Fischer-Tropsch-Anlage in Westdeutschland erlangte. Für das Geschäftsjahr 1959 wies das Unternehmen eine Primärproduktion synthetischer Erzeugnisse in Höhe von 53.751 Tonnen aus.

## Auflösung
1960 folgte die Verschmelzung mit der Schering AG, die das Werk als Schering AG, Zweigniederlassung Bergkamen weiterführte.
Nach Aufhebung der Steuerbefreiung für inländische Mineralöle im Jahr 1960 setzte jener erfolgreiche Verdrängungsprozess durch Erdöl und Erdgas ein, dem im Westen Deutschlands bis auf die Hochtemperatur-Kokereien alle thermisch-chemischen Kohleveredlungsanlagen innerhalb kurzer Zeit zum Opfer fielen. Am 31. März 1962 folgte die Stilllegung der Fischer-Tropsch-Anlage in Bergkamen, womit die Syntheseproduktion in der damaligen Bundesrepublik endete.
Anschließend begann die Schering AG mit der Herstellung von Pharmawirkstoffen und errichtete ab 1967 ihren zweiten Sitz sowie größten deutschen Produktionsstandort auf dem ehemaligen Gelände der Chemischen Werke Bergkamen. Seit 2006 gehört die Schering AG zur Bayer AG. Der Standort ist gegenwärtig die größte Produktionsstätte der Bayer Pharma AG.